# Borís Shpilevski
Borís Shpilevski (n. Moscú, 20 de agosto de 1982) es un ciclista profesional ruso. Actualmente corre en el equipo continental taiwanés, RTS-Santic Racing Team.
Tras destacar como amateur ganando por ejemplo una etapa y la general de la carrera profesional del Giro del Friuli Venezia Giulia en 2006 al año siguiente debutó como profesional en el equipo Petri Mangimi y poco más tarde, en 2009, fichó por el equipo UCI ProTour del Fuji-Servetto. De esta manera, el ruso completó su escalada hasta un equipo de la máxima categoría del ciclismo mundial tras militar en 2007 en el Continental Kio Ene y en 2008 en el Profesional Continental Preti Mangimi. Shpilevsky comenzó la temporada en el Fuji-Servetto pero su contrato se extinguió en junio del 2009.
Suma casi 30 victorias en carreras profesionales (6 de ellas corriendo como amateur), destacando las conseguidas en la Florencia-Pistoia por delante de Dario Cioni y Giovanni Visconti y, sobre todo, en el Tour de Hainan en China (categoría UCI 2.1), en el que se impuso en el 2008 ganando además seis de las nueve etapas y en el 2009 (siendo esa vez de una categoría superior, 2.HC) ganando cuatro etapas y a priori la general pero tras una sanción de dos minutos por utilizar una rueda de una rival tras un pinchazo le privó de la victoria.

## Palmarés
| 2007 - Flèche du Sud, más 2 etapas - Clásica Memorial Txuma - Florencia-Pistoia 2008 - 1 etapa del Vuelta a Bélgica - Tour de Hainan, más 6 etapas 2009 - 4 etapas del Tour de Hainan (como amateur) - 3.º en el UCI Asia Tour 2010 - 3 etapas de la Vuelta a Marruecos - 2 etapas de los Cinco Anillos de Moscú - 2 etapas de la Vuelta al Lago Qinghai | 2011 - 1 etapa del Tour de Langkawi - 4 etapas del Tour de China - 1 etapa del Tour del Este de Java - Tour del Lago Taihu, más 2 etapas 2013 - 1 etapa del Tour de Fuzhou 2014 - 1 etapa del Tour de China I - Tour de China II, más 2 etapas - 2 etapas del Tour del Lago Taihu - 1 etapa del Tour de Fuzhou - 2º del UCI Asia Tour |

## Equipos
- Kio Ene-Tonazzo-DMT (2007)
- Preti Mangimi-Prisma Stufe (2008)
- Fuji-Servetto (2009)[3]
- Katyusha Continental Team (2010)[4]
- Tabriz Petrochemical Team (2011)
- Ag2r La Mondiale (2012)
- Lokosphinx (2013)[5]
- RTS-Santic Racing Team (2013[6]-2014)